# بیبی کوئین
آرابلا لیثم (به انگلیسی: Arabella Latham؛ زادهٔ ۱۹ اوت ۱۹۹۷) که بیشتر با نام هنری بیبی کوئین (به انگلیسی: Baby Queen) شناخته می‌شود، خوانندهٔ اهل آفریقای جنوبی می‌باشد که در لندن مستقر است. او که در دوربان، آفریقای جنوبی زاده شد و رشد یافت در سن ۱۸ سالگی به لندن نقل مکان کرد تا حرفهٔ موسیقایی خود را دنبال کند و در سال ۲۰۲۰ با پالیدور رکوردز قرارداد  امضا کرد.